# Harry Cochrane
Harry Cochrane (* 24. April 2001 in Glasgow) ist ein schottischer Fußballspieler, der beim FC Arbroath unter Vertrag steht.

## Karriere

### Verein
Harry Cochrane wurde im Jahr 2001 in der schottischen Metropole Glasgow geboren. Bis zum Jahr 2014 spielte er in seiner Heimatstadt in den Nachwuchsmannschaften der Glasgow Rangers. Ab 2014 spielte Cochrane bei Heart of Midlothian in Edinburgh. Im Juni 2017 unterschrieb Cochrane bereits seinen ersten Profivertrag bei den Hearts, der bis zum Jahr 2020 lief. Während der Vorbereitung auf die Saison 2017/18 kam Cochrane unter Ian Cathro in sämtlichen Spielen zum Einsatz und konnte gegen den Linfield FC ein Tor erzielen. Am 30. September 2017, dem 8. Spieltag der Scottish Premiership gab Cochrane sein Profidebüt im Alter von 16 Jahren im Auswärtsspiel beim FC Dundee, als er in der Startelf stand. Im Dezember traf Cochrane zur 1:0-Führung beim 4:0-Sieg über Celtic Glasgow. Damit brachen die Hearts den britischen Rekord an ungeschlagenen Spielen von Celtic das zuvor 69 Pflichtspiele infolge in Schottland ohne Niederlage war. Cochrane selber brach mit seinem Tor den Rekord als Jüngster Torschütze der Hearts in der schottischen Liga, als er 16 Jahre und 8 Monate alt war. Im April 2018 verlängerte Cochrane seinen Vertrag bei den Hearts vorzeitig um drei Jahre. Für die Saison 2019/20 wurde er zunächst an den schottischen Zweitligisten Dunfermline Athletic verliehen. Im Januar 2020 kehrte er vorzeitig zu den Hearts zurück. Danach wurde Cochrane an den FC Montrose verliehen. Von 2021 bis 2025 stand Cochrane bei Queen of the South unter Vertrag. Im Juli 2025 wechselte Cochrane zum FC Arbroath.

### Nationalmannschaft
Harry Cochrane debütierte im März 2018 in der Schottischen U-17 gegen Griechenland. Im November 2018 kam er zu seinem ersten Einsatz in der U-19 gegen Wales.